# Aliyetmazli
Aliyetmazli är en ort i Azerbajdzjan.   Den ligger i distriktet İmişli Rayonu, i den centrala delen av landet, 160 kilometer väster om huvudstaden Baku. Antalet invånare är 544.
Terrängen runt Aliyetmazli är mycket platt. Runt Aliyetmazli är det ganska tätbefolkat, med 58 invånare per kvadratkilometer.. Närmaste större samhälle är Şahhüseynli, 13,2 kilometer väster om Aliyetmazli.
Trakten runt Aliyetmazli består till största delen av jordbruksmark.